# Massicot
Il massicot o massicotto è un minerale.